# Танагра антильська
Танагра антильська (Spindalis zena) — вид горобцеподібних птахів родини Spindalidae.

## Поширення
Ендемік Карибського басейну. Трапляється на острові Косумель, Кайманових островах, Кубі, Багамських островах та островах Теркс і Кайкос. Зрідка залітає на південь Флориди.

## Опис

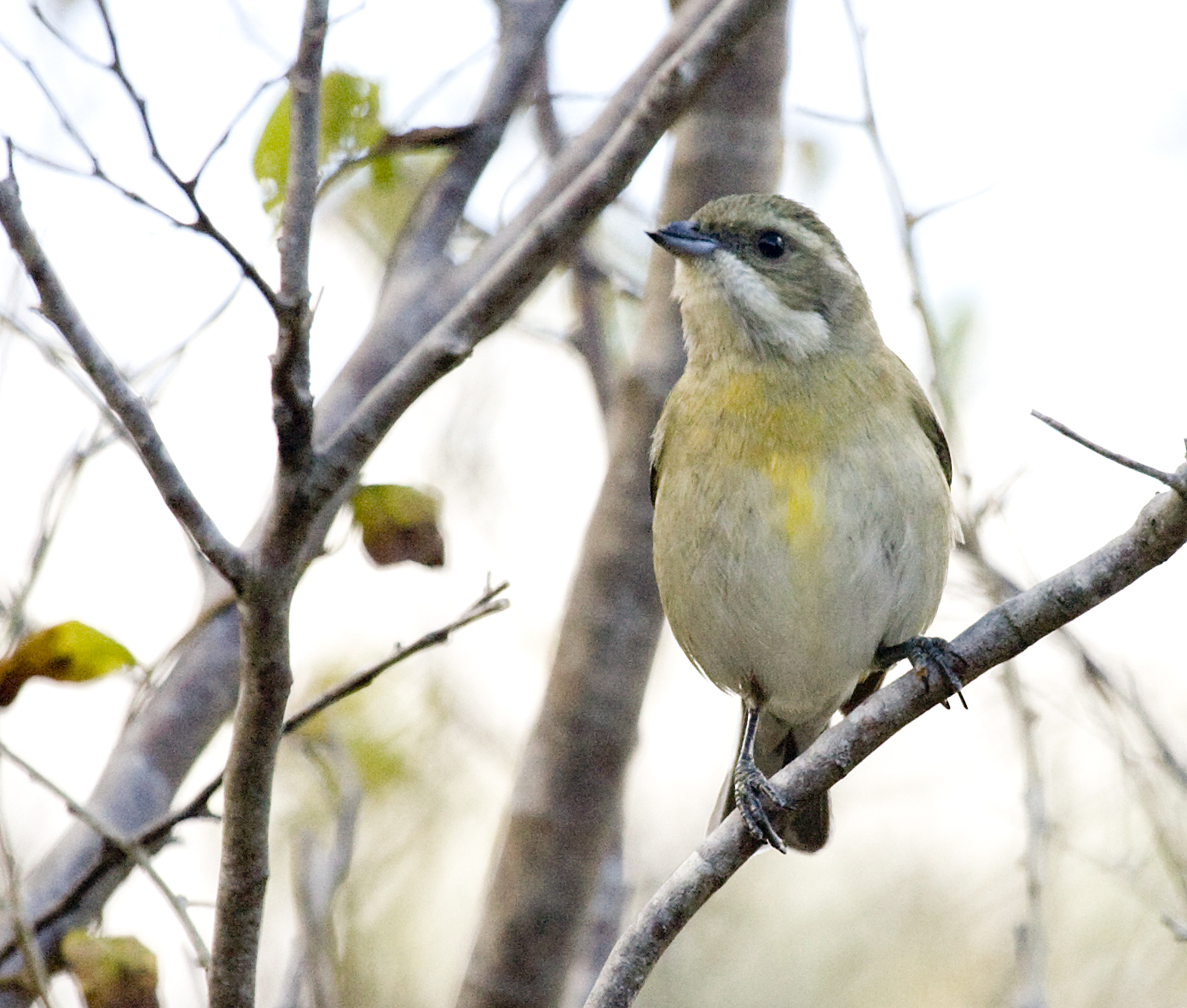
Самиця

Птах завдовжки 15 см та вагою 21 г. У самця верх голови, шия та горло помаранчеві. Спина та черево світло-сірі. Голова смугаста, чорно-біла. Крила теж чорно білі. У самиці верхня частина тіла оливково-сіра, нижня — сіра. На грудях є нечіткі помаранчеві плями. Голова смугаста, сіро-біла.

## Спосіб життя
Живе у лісах різноманітних типів. Живиться фруктами і ягодами, зрідка комахами. Чашоподібне гніздо будує між гілками дерев. У гнізді 2-4 яйця блакитного кольору з коричневими плямами.